# Pseudartonis
Genre
Pseudartonis est un genre d'araignées aranéomorphes de la famille des Araneidae.

## Distribution
Les espèces de ce genre se rencontrent en Afrique subsaharienne.

## Liste des espèces
Selon World Spider Catalog (version 17.0, 26/03/2016) :
- Pseudartonis flavonigra Caporiacco, 1947
- Pseudartonis lobata Simon, 1909
- Pseudartonis occidentalis Simon, 1903
- Pseudartonis semicoccinea Simon, 1907

## Publication originale
- Simon, 1903 : Histoire naturelle des araignées. Paris, vol. 2, p. 669-1080 (texte intégral).